# 大衆文化
大衆文化（たいしゅうぶんか）とは、一般大衆に広く愛好される文化のことである。ポピュラーカルチャー（英語: popular culture）、ポップカルチャー（英語: pop culture）、マスカルチャー（英語: mass culture）とも呼ばれる。一般的にアカデミック分野に属するクラシックな文学や美術などの文化を表すハイカルチャーに対立する概念である。
また、メインカルチャーと混合される事が多いが、メインカルチャーとはある特定の文化、社会において支配的な影響力をもたらす文化であり、ポップカルチャーはそれに内包される一形態である。
一方、サブカルチャーはメインカルチャーに内包されるものであり、属性は大衆文化、ハイカルチャーを問わず、少数派の（マイナーな）領域のマニアックな分野とされている。
ただしこれらの概念は他の例に漏れず、時代的変遷でも変化し、また同時代においてもその境界は、厳密なものではない（サブカルチャーの項目を参照）。

## 歴史
ハイカルチャーを享受するには一定の教養やお金、時間が必要であり、もっぱら富裕層やエリート、知識人層が享受するものである。これに対して大衆の好む娯楽などは一段と低く、低俗なものとされている。例えばクラシック音楽を鑑賞するにはソナタ形式など音楽についての知識・教養が必要であるが、大衆の好む音楽は鑑賞するための知識は必要なく、手軽に楽しめるものである。
20世紀になって大衆が実力を持つ大衆社会を迎えると、大衆文化の位置づけも変化せざるを得なくなった。大衆社会においては、高等教育とされる教育を受けた人々も増加し、ハイカルチャーも広く一般に楽しまれるようになった。マスメディアの発達や複製技術による大量生産がこうした傾向を一層推し進めた。例えば、絵画であれば、美術館に足を運ばなくとも美術書・ポスターなどで見られるし、音楽もコンサートに行かなくともレコード・CD・テレビ・ラジオなどで気軽に楽しむことができるようになった。いわばハイカルチャーの大衆化である。
一方、かつて大衆の娯楽であった映画やジャズなどの中にも芸術作品と評価されるものが生まれるようになった。そして、第二次世界大戦後は知識人が大衆文化そのものの意義を積極的に評価する動きも見られた。ハイカルチャーとポピュラーカルチャーの境界も時代により変化している。20世紀後半からは、例えばポップスにクラシックの要素を導入するなど、厳格な形式を持つが難解なハイカルチャーと、形式に欠けるが分かりやすいポピュラーカルチャーのコラボレーションも盛んに行われるようになった。
WWW（ワールド・ワイド・ウェブ）で繰り広げられる膨大なコンテンツは、インターネットにつながる電子端末の普及と伴って、所得や教育、言語、地域などの隔たりがなく享受できる環境下になってきている。

## 大衆文化の例
- レジャー・レクリエーション
- 料理
- 映画・テレビ
- ゲーム
- アニメ・漫画
- ソーシャルメディア
- 衣類・ファッション
- スポーツ
- 歌謡曲・ポピュラー音楽・ポップ・ミュージック
- 大衆小説・創作
- 大衆演劇・大衆芸能・大衆演芸など
- オタク文化 - 2000年代中盤以降、オタクはマスメディアへの露出により大衆化し、オタク文化も大衆文化の一つとされることもある。一方、オタク研究者の岡田斗司夫は、貴族文化の大衆開放に端を発するヨーロッパ文化、ピューリタニズムに反抗したアメリカ西海岸サブカルチャーとは成立の経緯が異なるため[1]、西洋文化の枠組みで論じられるものではなく「東洋文化の最終形態」として捉えるべきだとしている[2]。

## 大衆文化論
- 教養と無秩序（Culture and anarchy、アーノルド、1869年）
イギリスの大衆文化勃興期に、知識人の立場からハイカルチャーの領域が侵されつつあることを批判したもの
- 孤独な群衆（デイヴィッド・リースマン）
- 限界芸術論（鶴見俊輔）
- オンリー・イエスタデイ（フレデリク・ルイス・アレン）
1920年代のアメリカ文化を描いている
- 非政治的人間の考察（トーマス・マン、1918年）
- 大衆の反逆（La rebelión de las masas、ホセ・オルテガ・イ・ガセット、1929年）